# Hypostatisch eczeem
In weefsels waarin zich veel vocht (oedeem) ophoopt kan de huid vurig rood worden, en gaan glanzen. Soms kunnen zich ook blaren vormen. Dit verschijnsel wordt hypostatisch eczeem of hypodermitis genoemd. De ontstekingsreactie wordt waarschijnlijk veroorzaakt door eiwitten die uit de bloedbaan lekken naar de ruimte tussen de cellen. Als er zoveel vocht in de huid zit, raakt die makkelijk beschadigd, terwijl wondjes slecht genezen. Er is dus grote kans op het ontstaan van infecties.
De beste behandeling is bestrijden van het vocht door middel van zwachtelen. Soms worden ook corticosteroïdzalven gesmeerd. De roodheid zakt dan meestal in enkele dagen af.
Het beeld wordt nogal eens verward met een bacteriële ontsteking (zoals wondroos of cellulitis). Ook zou aan een diepveneuze trombose of een contactallergie gedacht kunnen worden.